# Какоґава
Какоґава (яп. 加古川市) — місто в Японії, у префектурі Хьоґо.

## Символіка
Деревом міста вважається сосна, квіткою — рододендрон.

## Географія
Місто розташоване на острові Хонсю в префектурі Хьоґо регіону Кінкі. З ним межують повіт Касай, міста Акасі, Такасаґо, Хімедзі, Мікі, Оно та поселення Харіма, Інамі.

## Міста-побратими
- Окленд